# Jurassic World Evolution 2
Jurassic World Evolution 2 és un joc de construcció, gestió i simulació econòmica desenvolupat i publicat per Frontier Developments que fou llançat el 9 de novembre de 2021. Aquest joc és la seqüela de Jurassic World Evolution publicat el 2018 pel mateix estudi.

## Jugabilitat
Jurassic World Evolution 2 és un videojoc que permet al jugador construir un parc temàtic de dinosaures relacionats amb els films de la saga Jurassic World amb atraccions i instal·lacions de recerca, igual que el seu antecessor. Però en aquest videojoc trobarem diferents novetats com ara nous biomes on construir el parc amb diferents problemes ambientals, nous edificis a construir amb una major personalització, un nou mode de joc i més dinosaures amb interaccions més reals.
En aquesta nova entrega de la saga Jurassic World Evolution la història té lloc després del film del 2018 (Jurassic World: El regne caigut) seguint els esdeveniments del film; els dinosaures són lliures per tot el món.

### Modes de joc
Respecte als modes de joc, en trobem quatre:
- Campanya: en aquest mode hom ha de dirigir el DFW (Servei de Pesca i Vida Silvestre) per a controlar, conservar i contenir els dinosaures salvatges que volten en llibertat pels Estats Units d'Amèrica. Està ambientat després dels devastadors esdeveniments de Jurassic World: El regne caigut.

- Desafiament: aquest mode consisteix a crear un parc de cinc esteles a contrarellotge.

- Creació: hom pot crear qualsevol mena de parc amb recursos infinits i diferents nivells de dificultat.

- Teoria del caos: és un nou mode de joc que tindrà lloc en escenaris mítics de la saga Parc Juràssic i Jurassic World.[2]

### Animals (joc base)
El joc conté un total de 75 criatures prehistòriques les quals són: dinosaures, rèptils aquàtics i rèptils voladors. La llista de criatures confirmades és la següent:

#### Dinosaures
- Albertosaure
- Anquilosaure
- Apatosaure
- Archaeornithomimus
- Camarasaure
- Carcarodontosaure
- Carnotaurus
- Ceratosaure
- Chasmosaure
- Chongqingosaure
- Compsognathus
- Coritosaure
- Crichtonsaure
- Criolofosaure
- Deinonychus
- Dilofosaure
- Diplodoc
- Dracorex
- Dreadnoughtus
- Driosaure
- Edmontosaure
- Espinosaure
- Stygimoloch
- Estiracosaure
- Struthiomimus
- Euoplocephalus
- Giganotosaure
- Gigantspinosaurus
- Herrerasaure
- Homalocephale
- Iguanodon
- Indominus Rex (híbrid fictici de Jurassic World)
- Indoraptor (híbrid fictici de Jurassic World: El regne caigut)
- Kentrosaure
- Maiasaura
- Majungasaure
- Mamenchisaure
- Metriacantosaure
- Muttaburrasaure
- Nigersaure
- Nodosaure
- Olorotitan
- Ouranosaure
- Pentaceratop
- Proceratosaure
- Polacanthus
- Sauropelta
- Sinoceratops
- Suchomimus
- Torosaure
- Troodon
- Tsintaosaure
- Velociraptor
- Tiranosaure
- Triceratop[5]
- Braquiosaure[6]
- Estegosaure[7]
- Parasaurolophus[8]
- Gallimimus
- Paquicefalosaure
- Nasutoceratops[9]
- Baryonyx[10]
- Amargasaure[11]
- Coelophysis[12]
- Acrocantosaure
- Al·losaure[13]
- Qianzhousaurus[14]

#### Rèptils aquàtics
- Mosasaure
- Ictiosaure
- Tilosaure
- Plesiosaure
- Liopleurodon
- Elasmosaure

#### Rèptils voladors
- Pteranòdon[15]
- Dimorphodon[16]
- Cearadactyus
- Maaradactylus
- Tapejara
- Tropeognathus

## Contingut descarregable
Jurassic World Evolution 2 compta amb 11 DLC, tots ells de pagament.

###### Pack Deluxe
- 5 noves espècies: Pachyrhinosaurus, Megalosaurus, Geosternbergia, Huayangosaurus i Attenbourosaurus.

- 6 rètols nous per edificis i 3 aspectes nous per vehicles.

###### Pack del Cretaci inferior
- 4 noves espècies: Kronosaurus, Dsungaripterus, Minmi i Wuerhosaurus.

###### Pack Camp Cretaceous
- 2 noves espècies: Scorpios Rex (híbrid fictici de la sèrie Jurassic World: Camp Cretaceous) i Monolophosaurus.

- Variants per Ouranosaurus i Kentrosaurus
- 8 aspectes nous: Ankylosaurus Bumpy, Baryonyx Grim, Chaos i Limbo, Carnotaurus Toro, Parasaurolophus Lux 1 i Lux 2 i Tyrannosaurus Big Eatie

###### Expansió Dominion Biosyn
- Nova campanya ambientada en els esdeveniments de Jurassic World: Dominion amb mecàniques de coves d'ambre
- Mapa del Santuari de Biosyn

- Nova teoria del caos ambientada en els esdeveniments de Jurassic World: Dominion
- Nous edificis: valles invisibles, hyperloop, decoració de Biosyn
- 4 noves espècies: Pyroraptor, Therizinosaurus, Quetzalcoatlus i Dimetrodon
- Variants per Dreadnoughtus i Giganotosaurus
- 4 aspectes nous: Dilophosaurus 2022, Parasaurolophus 2022, Tyrannosaurus de fa 65 milions d'anys (emplomallat) i Tyrannosaurus amb cicatrius

###### Pack Cretaci tardà
- 4 noves espècies: Barbaridatcylus, Styxosaurus, Australovenator i Alamosaurus.

###### Expansió Dominion Malta
- Nova campanya ambientada en els esdeveniments de Jurassic World: Dominion amb mecàniques d'intercanvi de dinosaures i confiança de les autoritats i el mercat negre
- Mapa de Illa Santaegidius, Península de San Albertus i Badia de San Marie
- Nous edificis: centre d'adquisició, decoracions mediterrànies i aspectes d'edificis temàtics
- 4 noves espècies: Atrociraptor (amb els aspectes de pel·lícula de Ghost, Red, Tiger i Panthera), Moros, Lystrosaurus i Oviraptor
- Variants per Iguanodon, Dimorphodon i Allosaurus
- 1 aspecte nou: Carnotaurus 2022 (amb cicatrius)

###### Pack d'espècies amb plomes
- 4 noves espècies: Yutyrannus, Jeholopterus, Deinocheirus i Sinosauropteryx.
- Nova menjadora insectívora per Jeholopterus

###### Pack d'espècies marines prehistòriques
- 4 noves espècies: Archelon, Nothosaurus, Dunkleosteus i Shonisaurus.
- Plataformes rocoses aquàtiques per Archelon i Nothosaurus

###### Pack de depredadors del Cretaci
- 4 noves espècies: Utahraptor, Gigantoraptor, Tarbosaurus i Concavenator.

###### Pack d'espècies secretes
- 4 nous híbrids: Stegoceratops (Stegosaurus + Triceratops), Spinoceratops (Spinosaurus + Sinoceratops), Ankylodocus (Ankylosaurus + Diplodocus) i Spinoraptor (Spinosaurus + Velociraptor), tots ells ficticis i amb aspectes Lux (bioluminescents)

###### Pack dels Park Managers
- 4 noves espècies: Microceratus, Thanatosdrakon, Megalodon i Segisaurus.
- 1 nou aspecte: Tyrannosaurus Little Eatie.

## Seqüela
Jurassic World Evolution 2 tindrà una seqüela, anomenada Jurassic World Evolution 3, que sortirà el 14 d'octubre.